# Вилчелеле (Ясси)
Вилчелеле (рум. Vâlcelele) — село у повіті Ясси в Румунії. Входить до складу комуни Вледень.
Село розташоване на відстані 347 км на північ від Бухареста, 35 км на північний захід від Ясс.

## Населення
За даними перепису населення 2002 року у селі проживали 464 особи, усі — румуни. Усі жителі села рідною мовою назвали румунську.